# Guerra romano-selêucida
Guerra romano-selêucida, conhecida também como Guerra romano-síria, Guerra Síria ou Guerra de Antíoco, foi um conflito militar entre duas coalizões lideradas respectivamente pela República Romana e pelo Império Selêucida. A guerra se desenrolou entre 192 e 188 a.C. nos territórios da Grécia e da Ásia Menor.
Esta guerra foi uma consequência direta da escalada de tensões entre romanos e selêucidas iniciada em 196 a.C.. Neste período, as duas potências mediterrâneas tentaram assegurar suas esferas de influência firmando alianças com diversas potências menores gregas. O conflito terminou em uma clara vitória romana, firmada no Tratado de Apameia. Pelos seus termos, os selêucidas perderam todas as suas possessões na Ásia Menor, que passou para o controle dos aliados de Roma. Como resultado principal da guerra, a República Romana conseguiu afirmar sua hegemonia sobre a Grécia e a Ásia Menor, isolando-se como a última grande potência no Mediterrâneo ocidental.

## Prelúdio
O primeiro contato de Antíoco III, o Grande, o imperador selêucida, com a Grécia foi uma aliança com o rei Filipe V da Macedônia em 203 a.C.. Este tratado determinava que os dois se ajudariam mutuamente na conquista das terras do jovem faraó ptolemaico Ptolemeu V.
Roma, por sua vez, se envolveu nos assuntos internos da região em 200 a.C., quando dois de seus aliados, o Reino de Pérgamo e a ilha de Rodes, que já haviam combatido Filipe na Guerra Cretense, pediram ajuda aos romanos. Em resposta a este apelo, os romanos enviaram um exército até a Grécia e atacou os macedônios. A Segunda Guerra Macedônica durou até 196 a.C. e terminou efetivamente quando os romanos e seus aliados, incluindo a Liga Etólia, derrotaram Filipe na Batalha de Cinoscéfalos. Os termos do tratado forçaram Filipe a pagar uma indenização de guerra e a se tornar um aliado de Roma, que ocupou algumas áreas da Grécia.
Enquanto isso, Antíoco estava lutando contra os exércitos de Ptolemeu na Cele-Síria na Quinta Guerra Síria (201–195 a.C.). O exército de Antíoco destruiu o egípcio na Batalha de Pânio em 201 a.C. e, já em 198 a.C., a Cele-Síria estava sob o comando selêucida.
Antíoco então passou a atacar as possessões ptolemaicas na Cilícia, Lícia e Cária, na Anatólia. Em paralelo, Antíoco enviou uma frota para ocupar as cidades costeiras de Ptolemeu na região para apoiar Filipe. Rodes, uma aliada dos romanos e a potência naval na região, desconfiou das intenções de Antíoco e enviou uma embaixada para informá-lo de que ele seria enfrentado se sua frota passasse de Quelidonas (em latim: Chelidonae), na Cilícia, pois os rodenses não queriam que Filipe recebesse apoio nenhum. Antíoco ignorou a ameaça e manteve o avanço de sua frota. Os rodenses não atacaram por que souberam que Filipe havia sido derrotado em Cinoscéfalos e já não era mais uma ameaça.
A paz foi firmada em 195 a.C. com o casamento da filha de Antíoco, Cleópatra, com Ptolemeu. Antíoco havia resolvido todos os seus problemas na Ásia e estava livre para voltar sua atenção para a Europa.

## Irrupção da guerra

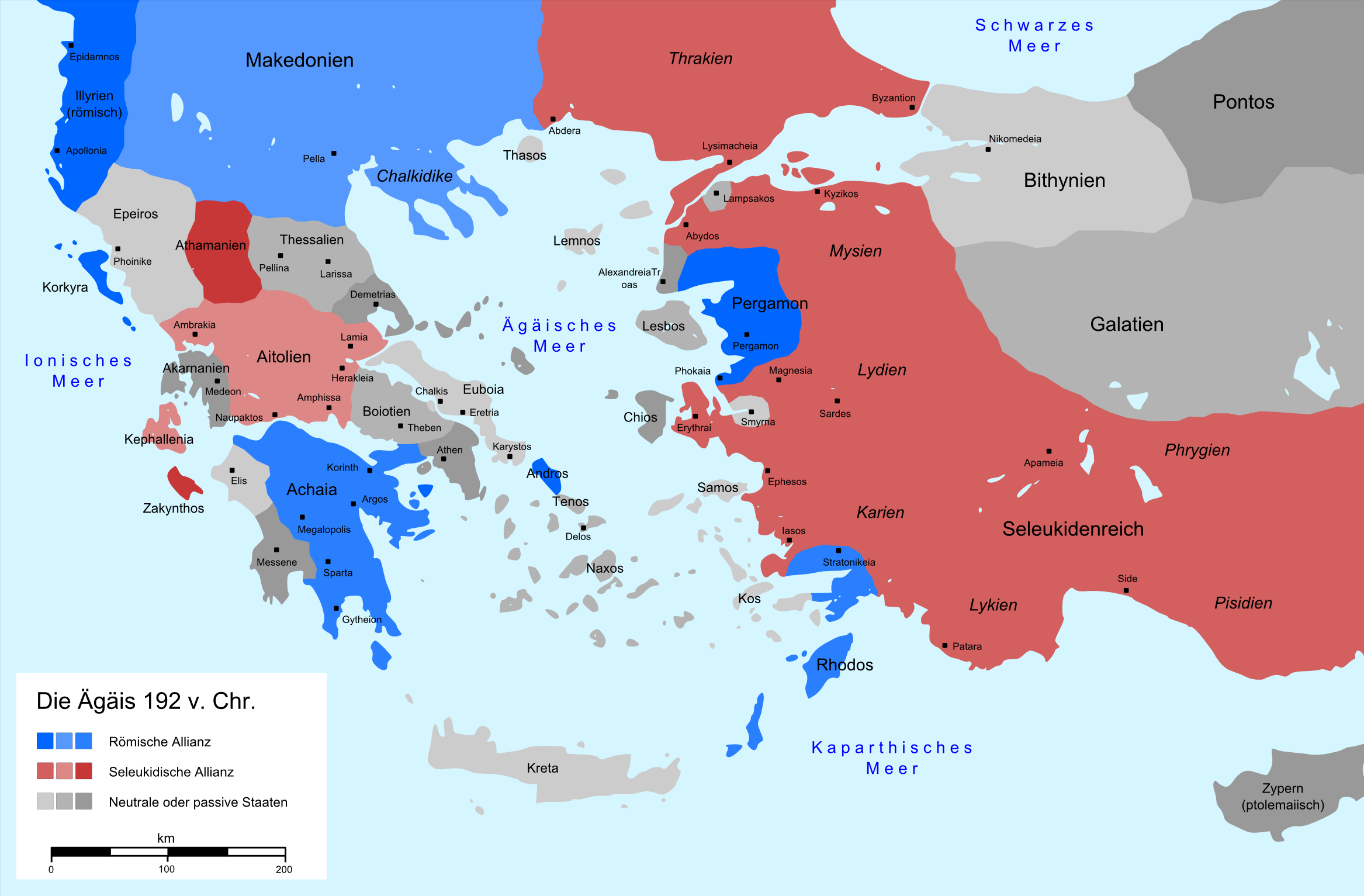
Região do mar Egeu no início do conflito, em
Império Selêucida e aliados
República Romana e aliados
Estados neutros

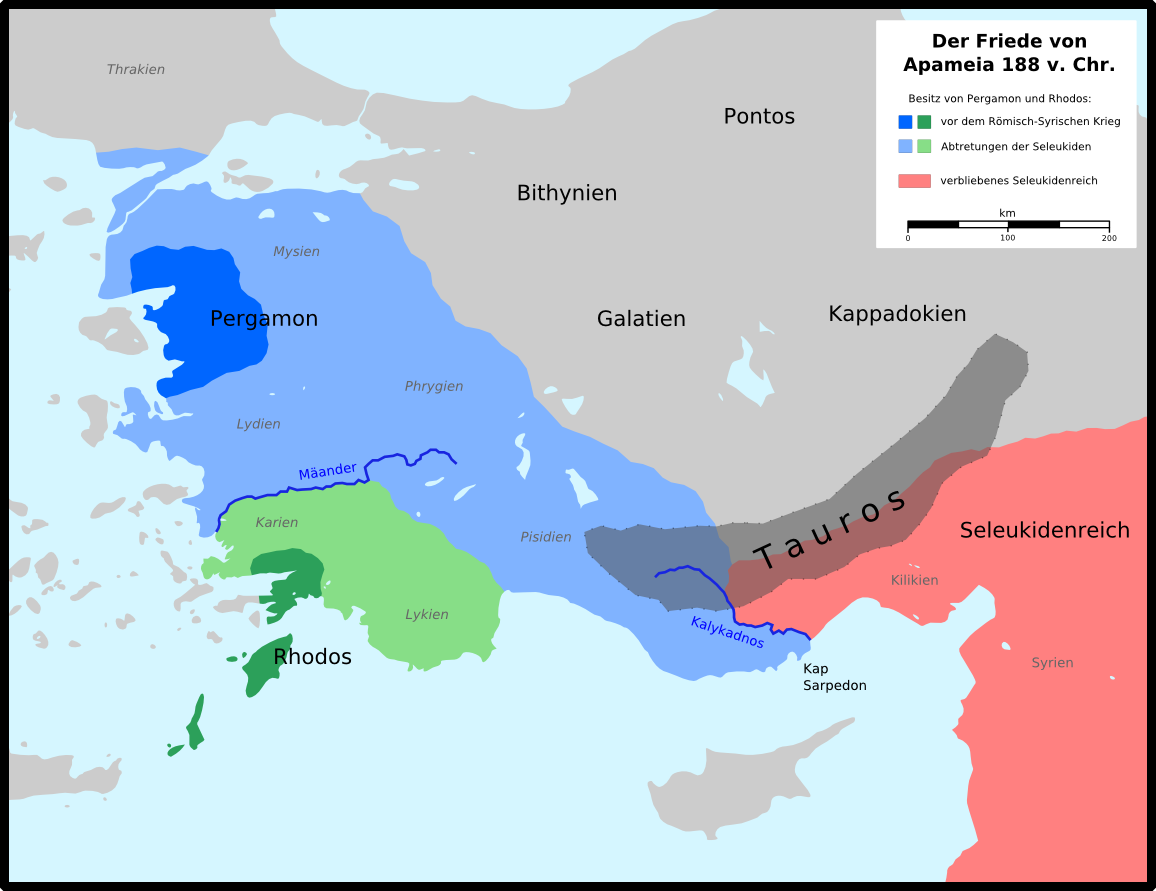
Mudanças territoriais resultantes do Tratado de Apameia.
Império Selêucida
Reino de Pérgamo
Rodes

Enquanto isso, Aníbal, o general cartaginês que havia lutado contra Roma na Segunda Guerra Púnica, fugiu de Cartago para Tiro e, a partir dali, buscou refúgio na corte de Antíoco em Éfeso, onde o imperador estava decidindo seus próximos movimentos contra Roma.
Por conta da continuada influência romana na Grécia, os etólios, a despeito da declaração do cônsul filo-helenístico Tito Quíncio Flaminino de que a Grécia estava "livre", puseram guarnições em Cálcis e Demétrias, duas cidades que os próprios romanos haviam afirmado ser fundamentais para um eventual domínio macedônico sobre a Grécia e se declararam contra o domínio romano. Eles ressentiam o fato de Roma tê-los impedido de reincorporar Aquino e Farsalos, que eram partes da Liga Etólia, ao final da Segunda Guerra Macedônica. Em 195 a.C., quando os romanos decidiram invadir Esparta, os etólios, que queriam Roma fora da Grécia, ofereceram um acordo aos espartanos. Porém, a Liga Aqueia, que queria manter em xeque o poderio etólio, recusou. O historiador moderno Erich Gruen sugeriu que os romanos podem ter utilizado a guerra como desculpa para posicionar suas legiões na Grécia com a missão principal de evitar que tanto os espartanos quanto os etólios se aliassem ao imperador selêucida Antíoco III se ele de fato invadisse a Grécia.
Tendo derrotado Esparta em 195 a.C., as legiões romanas de Flamínio deixaram a Grécia no ano seguinte. Em 192 a.C., a enfraquecida Esparta pediu ajuda militar à Liga Etólia, que respondeu enviando um destacamento de 1 000 cavaleiros. Ao chegar em Esparta, os etólios tentaram assassinar Nábis, o rei de Esparta, mas foram derrotados e mortos.

## Conflito
Aproveitando no crescente sentimento anti-romano na Grécia, especialmente entre as cidades-estado da Liga Etólia, Antíoco III marchou com um exército através do Helesponto com o objetivo declarado de "liberá-lo". Porém, Antíoco e os etólios não conseguiram o apoio nem de Filipe V da Macedônia e nem da Liga Aqueia. O romanos, por sua vez, responderam à invasão enviando um exército para a Grécia, derrotando Antíoco na Batalha de Termópilas.
Esta derrota se revelou devastadora para os planos de Antíoco, que foi forçado a deixar o território grego. Os romanos, liderados por Cipião Asiático, o seguiram por todo o mar Egeu. A frota combinada romano-rodense derrotou a frota selêucida, comandada por Aníbal, na Batalha do Eurimedonte e na Batalha de Mioneso. Depois de mais alguns combates na Ásia Menor, os selêucidas enfrentaram novamente os exércitos romanos, desta vez apoiados pelas tropas do Reino de Pérgamo, na Batalha de Magnésia. Os romanos venceram novamente e Antíoco foi forçado a recuar novamente.
Durante a viagem de volta para a Itália depois da vitória em Magnésia, já depois do final da guerra, o cônsul Cneu Mânlio Vulsão enfrentou problemas perto Cípsela, na Trácia. Suas legiões e tropas auxiliares marchavam por uma longa e estreita trilha por entre uma floresta quando foram atacadas por um bando de 10-20 000 trácios pela retaguarda. Depois da passagem da vanguarda e antes da chegada da retaguarda, os atacantes saquearam a caravana de bagagem, que ficava no meio da coluna. Quando as tropas da vanguarda e da retaguarda correram para o centro, uma luta desordenada se seguiu até o anoitecer, quando os trácios fugiram. Ambos os lados sofreram pesadas perdas.

## Paz de Apameia
As sucessivas derrotas obrigaram os selêucidas a pedirem a paz. Entre os termos do Tratado de Apameia, Antíoco foi obrigado a pagar 15 000 talentos (450 toneladas) de prata como indenização de guerra. Além disso, ele foi forçado a abandonar todos os seus territórios a oeste dos montes Tauro. Rodes passou a controlar a Cária e a Lícia enquanto que o Reino de Pérgamo anexou o norte da Lícia e todos os demais territórios selêucidas na Ásia Menor.